# Olympia Theatre Dublin

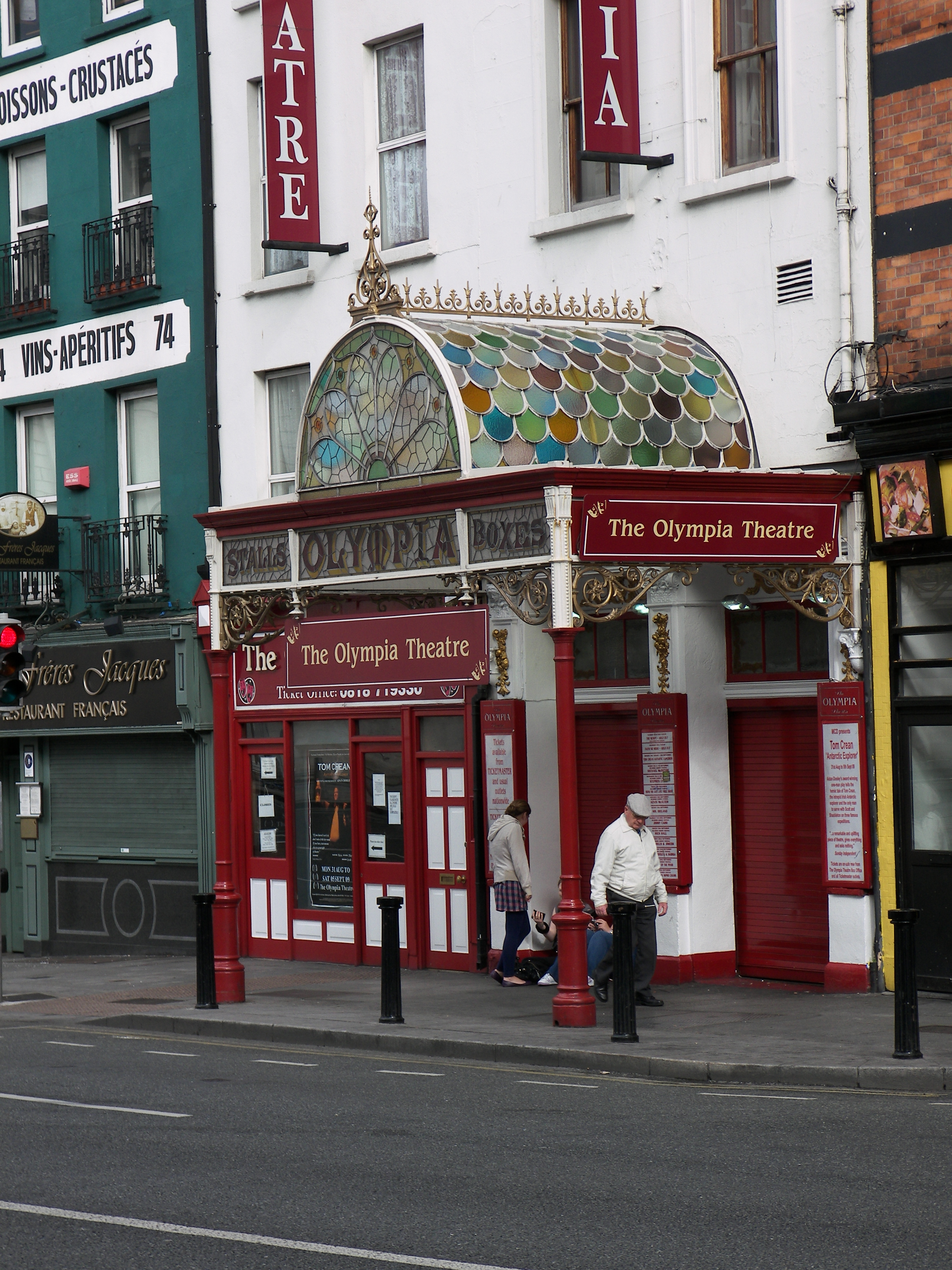
Olympia Theatre im Jahr 2009

Das Olympia Theatre ist eine Konzerthalle in der Dame Street, einer der Hauptverkehrsstraßen in Dublin.

## Geschichte
Die 1879 erbaute Konzerthalle trug ursprünglich den Namen Star of Erin Music Hall. Zwei Jahre später, 1881, erfolgte die Umbenennung in Dan Lowrey’s Music Hall. Bereits 1889 gab es mit Dan Lowrey’s Palace of Varieties eine neue Bezeichnung für das Gebäude. Von Februar bis November 1897 hatte das Gebäude wegen Renovierungs- und Umbauarbeiten geschlossen und eröffnete anschließend als Empire Palace Theatre. Schließlich trug die Konzerthalle den Namen The Olympia Theatre. Für viele Jahre liefen die Konzertveranstaltungen erfolgreich, bis es schließlich im November 1974 auf Grund von baulichen Schäden schließen musste. Während der Produktion zu West Side Story brachen Teile des Bühnenportals und die Decke zusammen. Nachdem der Abriss des Gebäudes durch den Lokalrat und den Eigentümer ausgeschlossen wurden, finanzierte ein Fonds die Renovierung. Der Stadtrat stellte das Gebäude daraufhin unter Denkmalschutz. Das Theater wurde restauriert und renoviert, so dass es am 14. März 1977 wieder eröffnet werden konnte.
Im November 2004 fuhr ein LKW in die Front des Olympia Theatre. Dabei wurde das Gebäude beschädigt.

## Auftritte
Folgende Interpreten traten im Olympia Theatre Dublin auf: Melanie C, Erasure, Bryan Adams, Billy Talent, Boomtown Rats, Ryan Adams, Groove Armada, Jackson Browne, David Bowie, Ian Brown, Primal Scream, Kelly Clarkson, Limp Bizkit, Mary Black, Plan B, The Corrs, The Coronas, Fun Lovin’ Criminals, Two Door Cinema Club, Johnny Cash, Royal Philharmonic Orchestra, Flight of the Conchords, Jamie Cullum, The Black Crowes, Robert Cray, The Shins, 2 Many DJs, Faith No More, The Frames, Arcade Fire, Scouting for Girls, Crowded House, Hatebreed, Hall & Oates, Machine Head, INXS, James, Kris Kristofferson, Kraftwerk, Lyle Lovett, Oasis, Thin Lizzy, Motörhead, Happy Mondays, Imelda May, Morrissey, Mogwai, Florence + the Machine, Dropkick Murphys, Mika, MGMT, NOFX, Paolo Nutini, The National, Brendan O’Carroll, Placebo, Snow Patrol, Paul Potts, Passion Pit, R.E.M., Rollins Band, Pendulum, Lou Reed, Chris Rea, Robert Plant & The Strange Sensation, Stone Temple Pilots, The Strokes, Ocean Colour Scene, Tinchy Stryder, Smokie, The Specials, Tegan & Sara, John Butler Trio, The Waterboys, Wolfmother, Paul Weller, Bell X1, Yes, Will Young, Sonic Youth, Yazoo, You Me at Six, KT Tunstall, Lighthouse Family, All Time Low, The Saturdays, Trailer Park Boys, Ray Lamontagne, Bruno Mars, Gilbert O’Sullivan, Iron & Wine, Gogol Bordello, Shayne Ward, Adele, Jackson 5, Jedward, Loudon Wainwright III, Rob Zombie, Suede, Boyce Avenue, Manic Street Preachers, QOTSA, Mumford & Sons, Sufjan Stevens, Blondie, Ellie Goulding, Ryan Adams, Erasure, Cheap Trick, Gomez, Jimmy Barnes, Brad Paisley, James Vincent McMorrow, The Sisters of Mercy, Sigur Rós, Iggy Pop, PJ Harvey, Smashing Pumpkins, Big Country, Manic Street Preachers, Red Hurley, Flogging Molly, Echo & the Bunnymen, Jedward, Kaiser Chiefs, Wiz Khalifa, Simple Minds, Of Mice & Men, Lynyrd Skynyrd, Boyce Avenue, The Naked and Famous, Foster the People, Gavin Friday, Example, The Darkness, Friendly Fires, Lindsey Buckingham, Camille O’Sullivan, Phil Coulter, The Script, Ryan Sheridan u. a.
Einige Szenen des Films Eine sachliche Romanze wurden im Olympia Theatre gedreht. Auch für die Filmkomödie The Actors diente das Theater als Drehort.